# Étienne Daho
Étienne Daho (Oran, Algerije, 14 januari 1956) is een Frans zanger, liedjesschrijver en platenproducer die sinds 1981 een aantal hitsingles uitgebracht heeft.
Daho zingt met een lage, fluisterachtige stem zoals die van Leonard Cohen of Chet Baker. Zijn invloeden zijn naar eigen zeggen Serge Gainsbourg, The Velvet Underground, The Beach Boys en Syd Barrett. Al zijn albums hebben ten minste goud of platina gehaald, zoals Mythomane in 1981, La notte, la notte in 1984, Pop satori in 1986, Pour nos vies martiennes in 1988 en de dubbele platina-plaat Paris ailleurs in 1991.
Hij heeft samengewerkt, zowel op het podium als in de studio, met vele artiesten, zoals Arthur Baker, Air, Working Week, Jane Birkin, Marianne Faithfull, Françoise Hardy en Dani.

## Discografie

### Singles
- Il ne dira pas (1981)
- Le grand sommeil (1982)
- Sortir ce Soir (1983)
- Week end à Rome (1984)
- Tombé pour la France (1985)
- Épaule tattoo (1986)
- Duel au soleil (1987)
- Bleu comme toi (1988)
- Des heures hindoues (1988)
- Caribbean Sea (1989)
- Stay with Me (1989)
- Le Grand Sommeil (Live) (1989)
- Le Plaisir de Perdre (Live) (1989)
- Saudade (1991)
- Des attractions desastre (1992)
- Les voyages immobiles (1992)
- Comme un igloo (1993)
- Un homme à la mer (1993)
- Mon manege à moi (1993)
- Jungle Pulse (1995)
- Soudain (1997)
- Au Commencement (1996)
- A New World (1997)
- Sur mon cou (1998)
- Le premier jour (du reste de ta vie) (1998)
- Ideal (1998)
- Le Brasier (2000)
- La Nage Indienne (2000)
- Rendez-vous à Vedra (2000)
- Ouverture (2000)
- Comme un Boomerang (met Dani) (2001)
- Retour à toi (2004)
- If (met Charlotte Gainsbourg) (2004)
- Réévolution (2004)
- Sortir Ce Soir (2005)
- Tombé pour la France (Fischerspooner-remix) (2006)
- Le grand sommeil (Sweetlight-remix) (2006)

### Albums
- Mythomane (1981)
- La notte, la notte (1984)
- Tombé pour la France (minialbum) (1985)
- Pop satori (1986)
- Pour nos vies martiennes (1988)
- Live ED (1989)
- Paris ailleurs (1991)
- DahOlympia (1993)
- Réserection (EP met St. Etienne) (1995)
- Eden (1996)
- Singles (1998)
- Corps et armes (2000)
- Daho Live (2001)
- Dans la peau de Daho (longbox) (2002)
- Réevolution (2003)
- Sortir ce soir (best of live) (2005)
- Pop satori Deluxe (boxset) (2006)
- L'invitation (2007)
- Daho Pleyel Paris (live in The Salle Pleyel) (2009)
- Le condamné à mort met Jeanne Moreau (2010)
- Les chansons de l'innocence retrouvée (2013)